# Caroline Langat Thoruwa
Caroline Langat Thoruwa là một nhà hóa học người Kenya. Bà là giáo sư hóa học tại Đại học Kenyatta, đồng thời là giám đốc của trường vệ tinh thành phố Nairobi.
Langat Thoruwa cũng là chủ tịch của Phụ nữ Khoa học và Kỹ thuật Châu Phi, thành viên của Hội đồng Kỹ sư & Nhà khoa học Phụ nữ Mạng Quốc tế, và là thành viên của ủy ban kỹ thuật của Trung tâm Kiến thức ACTIL.